# Una notte terribile (Čechov)
Una notte terribile (in russo Страшная ночь?, Strašnaâ noč’) è un racconto di Anton Čechov, pubblicato per la prima volta nel 1884.

## Trama
La notte di Natale del 1883 l'impiegato Ivan Petrovič Panihidin tornò nella sua abitazione dopo aver assistito a una seduta spiritica nel corso della quale era stato evocato Spinoza il quale aveva pronunciato una frase che lo aveva spaventato: "La tua vita si appresta al tramonto. Pentiti!". Entrato nella sua camera in affitto presso l'impiegato Trupov a Uspeniâ-na-Mogil’cah, nell'Arbat, Panihidin vide in mezzo alla stanza una lussuosa cassa da morto rosa. Spaventato andò a casa del suo amico Upokoev, a pensione presso l'impiegato Čerepov; Upokoev non era in casa, ma al centro della sua camera era visibile un'altra cassa da morto. Temendo di impazzire, Panihidin si recò dal Dott. Pogostov, un suo amico il quale aveva anch'egli partecipato quella sera alla seduta spiritica e che abitava presso il consigliere Klabladbiŝenskij. Pogostov stava rientrando a casa in quel momento; i due entrarono e trovarono anche qui una bara . Si fecero coraggio e aprirono la cassa per vederne il contenuto. La bara era vuota, ma sul coperchio una lettera dell'amico comune Ivan Čelûstin spiegava la tetra vicenda: il suocero di Čelûstin era un fabbricante di bare in difficoltà economiche e in attesa quella sera di veder confiscati i propri beni per debiti. Nel tentativo di salvare parte del patrimonio, Čelûstin aveva portato alcune fra le più costose bare in casa di amici fidati pregandoli di conservarle per una settimana, in attesa che cessasse la bufera giudiziaria.

## Spiegazione di Viktor Šklovskij
(Viktor Šklovskij, «La struttura della novella e del romanzo». In: Teoria della prosa; Traduzione di Cesare De Michelis e Renzo Oliva, Torino: Einaudi, 1976, pp. 82-83)
Come altri racconti umoristici giovanili di Čechov, anche questo è pervaso da un certo «tono pessimistico» per cui, secondo Ettore Lo Gatto, «non si sa cosa sia più importante per lo scrittore, se la situazione comica da lui quasi afferrata nell'aria, o l'abisso di vuoto e di tristezza che è dietro di essa».

## Edizioni
- A. Čehonte, «Strašnaâ noč’. Svâtočnyj rasskaz. Posvâŝaetsâ grobokopatelû M. P. F», Razvlečenie, numero 50 (23 dicembre) 1884, pp. 1065–1068
- A. P. Čehov, «Strašnaâ noč’», Sverčok, 1887, pp. 57—69
- A.P. Čechov,  «Strašnaâ noč’». In: Polnoe sobranie sočinenij, Vol. I, Sankt-Peterburg: Izdanie A. F. Marks, 1899, pp. 36–43.
- Anton Čechov, Racconti; traduzione di Agostino Villa, Vol. I, Torino: Einaudi, 1950
- Anton Čechov, Tutte le novelle, Vol. I: Teste in fermento; introduzione e traduzione di Alfredo Polledro, Milano: Biblioteca Universale Rizzoli, 1951
- Anton Čechov, Racconti e novelle; a cura di Giuseppe Zamboni; introduzione di Emilio Cecchi; appendice critica a cura di Maria Bianca Gallinaro, Vol. I, Coll. I grandi classici stranieri, Firenze: G. C. Sansoni, 1954-55, pp. 209–217
- Anton P. Čechov, Tutti i racconti, Vol. I: Primi racconti: 1880-1885; a cura di Eridano Bazzarelli, Coll. I grandi scrittori di ogni paese, Serie russa, Tutte le opere di Čechov, Milano: Mursia, 1963
- A. Cechov, Opere, Vol. 1: Romanzi brevi e racconti: 1880-1884; a cura di Fausto Malcovati; traduzione di Monica Gattini Barnabò, Roma: Editori Riuniti, 1984, ISBN 88-359-2699-8